# 閻士璘
阎士璘（1879年—1934年)，字简斋，號玉彬，甘肃陇西人。清末民初政治人物。

## 生平
清光绪三十年（1904年）中进士，殿试位列二甲第六十名。点翰林院编修，兼国史馆协修。光绪三十二年（1906年）赴日本留学，入东京法政大学，同年冬返国，致力于振兴甘肃教育。
民国元年（1912年），当选陇西议事会议长；次年甘肃省议会成立，仍担任议长。民国五年（1916年），任甘肃公立图书馆馆长，翌年任甘肃省教育厅厅长。民国十年至民国十一年（1921年—1922年），任安肃道尹、泾原道尹，任内廉洁爱民。民国十四年（1925年）因政局混乱返乡居住，民国二十三年（1934年）卒，终年55岁。工书法。